# Осорио, Диана
Диана Осорио (исп. Diana Osorio; род. 14 ноября 1978, Мехико, Мексика) — мексиканская актриса.

## Биография
Родилась 14 ноября 1978 года в Мехико. С детства мечтала стать актрисой, и поэтому после окончания средней школы поступила в CEA при телекомпании Televisa. В мексиканском кинематографе дебютировала в 1999 году и с тех пор снялась в 14 работах в кино и телесериалах. Работала не только в оригинальных мексиканских телесериалах Televisa, ну а также совместных в телекомпаниях Telemundo и Venevision.

## Фильмография

### Теленовеллы
- Grachi (2012) .... Alejandra Forlán
- Я твоя хозяйка (2010) .... Margarita
- Pecadora (2009) .... Andrea
- Acorralada (2007) .... Pilar De Irazábal
- El cuerpo del deseo (2005) .... Valeria Guzmán, prima de Isabel Arroyo
- Velo de novia (2003) .... Ximena Robleto
- El juego de la vida (2001) .... Carmen "Carmelita" Pérez
- Личико ангела (2000) .... Lupita
- Siempre te amaré (2000) .... Mariana Garay
- Tres mujeres (1999) .... Verónica Toscano

### Многосезонные ситкомы
- Decisiones (2006) .... Nancy Varios Episodios
- Женщина, случаи из реальной жизни (1985-2007; снималась в 2002 году) .... Varios Episodios

### Художественные фильмы
- Punto y aparte (2002) ... Yadira